# Парма (Ајдахо)
Парма (енгл. Parma) град је у америчкој савезној држави Ајдахо.

## Демографија
По попису из 2010. године број становника је 1.983, што је 212 (12,0%) становника више него 2000. године.
| Група             | 2000.         | 2010.         |
| Белци             | 1.230 (69,5%) | 1.307 (65,9%) |
| Афроамериканци    | 3 (0,2%)      | 7 (0,4%)      |
| Азијати           | 17 (1,0%)     | 14 (0,7%)     |
| Хиспаноамериканци | 480 (27,1%)   | 614 (31,0%)   |
| Укупно            | 1.771         | 1.983         |